# Trematosaurinae
Trematosaurinae es una subfamilia de anfibios temnospondílidos pertenecientes a la Familia Trematosauridae. Como todos los trematosáuridos, eran piscívoros marinos, parecidos a los cocodrilos en su constitución general. A diferencia de los hocicos alargados, casi idénticos a los de los gaviales de los Lonchorhynchinae, los Trematosaurinae tenían cráneos más "normales" como los de los cocodrilos.